# Forges-les-Bains
Forges-les-Bains település Franciaországban, Essonne megyében. Lakosainak száma 4138 fő (2022. január 1.). Forges-les-Bains Limours, Bonnelles, Angervilliers, Briis-sous-Forges és Vaugrigneuse községekkel határos.

## Népesség
A település népességének változása:
| Lakosok száma | 3760 | 3788 | 3889 | 3851 | 3887 | 3923 | 3973 | 4132 | 4138 |
|               | 2013 | 2015 | 2016 | 2017 | 2018 | 2019 | 2020 | 2021 | 2022 |